# Mersuay
Mersuay település Franciaországban, Haute-Saône megyében. Lakosainak száma 279 fő (2022. január 1.). Mersuay Bourguignon-lès-Conflans, Breurey-lès-Faverney, Conflans-sur-Lanterne, Cubry-lès-Faverney, Équevilley, Faverney és Menoux községekkel határos.

## Népesség
A település népességének változása:
| Lakosok száma | 291  | 294  | 297  | 289  | 287  | 285  | 282  | 282  | 279  |
|               | 2013 | 2015 | 2016 | 2017 | 2018 | 2019 | 2020 | 2021 | 2022 |